# 圣嘉勒堂 (纽伦堡)
圣嘉勒堂（St. Klara）是一座罗马天主教教堂，位于德国纽伦堡老城南半部的圣洛伦茨区（St. Lorenz）的国王街（Königstraße），介于圣劳伦斯堂（Lorenzkirche）与城门（Frauentor）之间。该建筑始建于1270年，是该市现存最古老的宗教建筑之一。它最初是贫穷修女会的圣嘉勒修女院的教堂。在宗教改革期间，修女会解散，教堂自1574年改属新教。1806年关闭。1854年以后，它再次成为一座天主教堂。第二次世界大战期间，该堂在轰炸中遭到严重破坏，战后以原样重建。1996年以后，该堂成为“开放教会”，提供多种多样的精神和文化服务。